# Under the Top

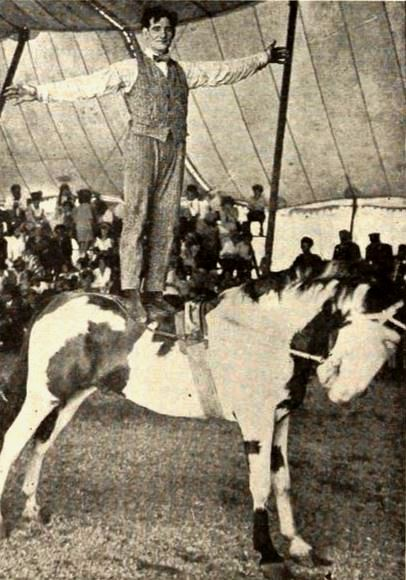

Under the Top è un film muto del 1919 diretto da Donald Crisp e sceneggiato da John Emerson e Anita Loos.

## Trama
Jimmie Jones è un ragazzo sognatore che ama la vita avventurosa e romantica. Quando visita un circo itinerante, si innamora subito di Pansy, la figlia di un funambolo. Volendo imparare a fare l'equilibrista, Jimmie tende un filo nel cortile di casa dove potersi allenare, ma cade giù. La caduta lo porta a sognare. Dieci anni sono passati e lui è diventato un pittore acrobata che emoziona gli abitanti di Three Forks con le sue esibizioni spettacolari nel dipingere il campanile della chiesa. Il circo - che ora appartiene a O'Neill, il padre di Pansy - è ritornato in paese. Ma scoppia il dramma: O'Neill cade e muore. Un ex-cavallerizzo cerca allora di mettere le mani sopra la proprietà del circo, facendo sposare Pansy a suo figlio. Davanti al rifiuto di Pansy, l'uomo ipnotizza la ragazza per indurla ad accettare. Per fortuna, il matrimonio viene impedito da Jimmie che ruba la licenza di matrimonio e fugge via, saltando e arrampicandosi. La sua fuga spettacolare suscita l'ammirazione di un pubblico entusiasta finché Pansy non emerge dall'incantesimo. I due giovani si sposano... e Jimmie si risveglia dal sogno.

## Produzione
Il film fu prodotto dalla Famous Players-Lasky Corporation.

## Distribuzione
Distribuito dalla Famous Players-Lasky Corporation e dall'Artcraft Pictures Corporation, il film - presentato da Jesse L. Lasky - uscì nelle sale cinematografiche USA il 5 gennaio 1919.